# Richter-Rauser-Variante
|   | a | b | c | d | e | f | g | h |   |
| 8 |   |   |   |   |   |   |   |   | 8 |
| 7 |   |   |   |   |   |   |   |   | 7 |
| 6 |   |   |   |   |   |   |   |   | 6 |
| 5 |   |   |   |   |   |   |   |   | 5 |
| 4 |   |   |   |   |   |   |   |   | 4 |
| 3 |   |   |   |   |   |   |   |   | 3 |
| 2 |   |   |   |   |   |   |   |   | 2 |
| 1 |   |   |   |   |   |   |   |   | 1 |
|   | a | b | c | d | e | f | g | h |   |

Grundstellung Sizilianisch, Richter-Rauser
|   | a | b | c | d | e | f | g | h |   |
| 8 |   |   |   |   |   |   |   |   | 8 |
| 7 |   |   |   |   |   |   |   |   | 7 |
| 6 |   |   |   |   |   |   |   |   | 6 |
| 5 |   |   |   |   |   |   |   |   | 5 |
| 4 |   |   |   |   |   |   |   |   | 4 |
| 3 |   |   |   |   |   |   |   |   | 3 |
| 2 |   |   |   |   |   |   |   |   | 2 |
| 1 |   |   |   |   |   |   |   |   | 1 |
|   | a | b | c | d | e | f | g | h |   |

Stellung nach 8. 0–0–0
Im Schach bildet der Richter-Rauser-Angriff eine Variante der Sizilianischen Verteidigung, einer Eröffnung im Schachspiel. Er ist in den ECO-Codes unter den Schlüsseln B60 bis B69 klassifiziert.
Er wird durch die Zugfolge 1. e2–e4 c7–c5 2. Sg1–f3 d7–d6 3. d2–d4 c5xd4 4. Sf3xd4 Sg8–f6 5. Sb1–c3 Sb8–c6 6. Lc1–g5 eingeleitet.
Der Zug 6. Lg5 wurde vom deutschen Meister Kurt Richter und Wsewolod Alfredowitsch Rauser mit jeweils unterschiedlicher Motivation eingeführt. Eine der Ideen hinter diesem Zug ist gegen einen möglichen schwarzen Vorstoß im Zentrum mit e7–e5 gerichtet. Schwarz spielt sehr oft 6. … e7–e6, um einen Doppelbauern am Königsflügel zu verhindern. Seltener kommt 6. … Lc8–d7 vor, das die schnelle Einschaltung des Turms mittels Ta8–c8 beabsichtigt. Die beim Doppelbauern entstehende halboffene g-Linie würde Schwarz für Druckspiel am Königsflügel nutzen, z. B. 7. Lf1–e2 Dd8–a5 8. Lg5xf6 g7xf6 9. Sd4–b3 Da5–g5 
 Weiteres 7. Dd1–d2 Lf8–e7 8. 0–0–0 0–0 9. Sd4–b3 baut eine Drucksäule in der d-Linie auf.
Moderne Behandlungen stellen die schwarze 0–0 zurück. Stattdessen wird die Drucksäule in der d-Linie durch 7. … a7–a6 oder Sc6xd4 entschärft. Nach 8. 0–0–0 hat Schwarz mehrere Möglichkeiten:
- Bei der sofortigen Entwicklung des schwarzen Damenflügels 8. … Lc8–d7 9. f2–f4 b7–b5 nimmt Schwarz durch 10. Lg5xf6 g7xf6, bzw. bei 9. … Lf8–e7 10. Sd4–f3 b7–b5 durch 11. Lg5xf6 g7xf6 verdoppelte f-Bauern in Kauf.
- 8. … h7–h6 greift den Läufer an.[1]
  - 9. Lg5–f4 setzt den Bauern auf d6 unter Druck. Nach 9. … Sc6xd4?! 10. Dd2xd4 e4–e5? zieht Weiß 11. Lf4xe5! Deshalb setzt Schwarz mit 9. … Lc8–d7 fort.
  - 9. Lg5–h4 Sf6xe4 verliert einen Bauern. Schwarz steht sowohl nach 10. Lh4xd8 Se4xd2 als auch nach 10. Sc3xe4 Dd8xh4 gut. Deshalb spielt Weiß 10. Dd2–f4 Se4–g5, wonach er Kompensation für den Bauern hat.
  - 9. Lg5–e3 Lf8–e7 10. f2–f4 Sc6xd4 das sofortige 10. … b7–b5 scheitert an 11. Sd4xc6. 11. Le3xd4 b7–b5
  - 9. Sd4xc6! Diese Fortsetzung stellt den Nachziehenden vor nicht unerhebliche Probleme. Obwohl Weiß damit das schwarze Zentrum stärkt (der Vorstoß ... d6–d5 ist nun leichter durchzusetzen) hat die Praxis gezeigt, dass nach 9. … bxc6 10. Lg5–f4 d6–d5 11. Dd2–e3 das aktive weiße Figurenspiel ein nicht zu unterschätzendes Angriffspotential birgt.[2]
- 8. … 0–0
  - Nach 9. Lg5xf6 Le7xf6! 10. Sd4xc6 Ld7xc6 11. Dd2xd6 Dd8–b6 hat Weiß zwar einen Bauern gewonnen, aber die Schwarzen Figuren stehen sehr aktiv.
  - 9. Sd4–b5 Dd8–a5 10. Lg5xf6 Le7xf6 Sb5xd6 Tf8–d8 gewinnt ebenfalls einen Bauern, aber der Springer d6 ist gefesselt.
  - 9. f2–f4 erhöht den Einfluss im Zentrum
  - 9. Sd4–b3 erhöht den Druck auf den Bauern d6.